# Ныртинское сельское поселение
Ныртинское се́льское поселе́ние — муниципальное образование в Кукморском районе Татарстана Российской Федерации.
Административный центр — посёлок Ныртинского совхоза.

## История
Статус и границы сельского поселения установлены Законом Республики Татарстан от 31 января 2005 года № 27-ЗРТ «Об установлении границ территорий и статусе муниципального образования "Кукморский муниципальный район" и муниципальных образований в его составе».

## Население
| 2010 | 2011  | 2012  | 2013 | 2014 | 2015 | 2016 |
| ---- | ----- | ----- | ---- | ---- | ---- | ---- |
| 1038 | ↘1037 | ↘1004 | ↘985 | ↘963 | ↘913 | ↘877 |
| 2017 | 2018  |       |      |      |      |      |
| ↘863 | ↘832  |       |      |      |      |      |

## Состав сельского поселения
| № | Населённый пункт    | Тип населённого пункта          | Население |
| - | ------------------- | ------------------------------- | --------- |
| 1 | Новая Чабья         | деревня                         |           |
| 2 | Ныртинского совхоза | посёлок, административный центр |           |
| 3 | Туркаш              | село                            |           |